# والتر شلينبرج
والتر فريدريش شلينبرج (16 يناير 1910 - 31 مارس 1952) موظفًا ألمانيًا في قوات الأمن الخاصة خلال الحقبة النازية. ارتقى في صفوف قوات الأمن الخاصة، وأصبح واحداً من أعلى الرجال رتبة في الشرطة الأمنية الألمانية (SD)، وتولى في نهاية المطاف منصب رئيس الاستخبارات الخارجية لألمانيا النازية بعد إلغاء أبفير في عام 1944.

## مهنته
ولد شيلنبرغ في ساربروكن، ألمانيا.  كان الطفل السابع المولود لوالديه وكان والده مصنعا للبيانو.  انتقل شيلينبرج مع عائلته إلى لوكسمبورغ عندما تسبب الاحتلال الفرنسي لحوض سار بعد الحرب العالمية الأولى في أزمة اقتصادية في جمهورية فايمار. مثل العديد من المثقفين الشباب الذين انضموا لاحقًا إلى الشرطة الأمنية الألمانية (SD)، تأثر شلينبرج بشدة بالمشاكل الاقتصادية التي حلت بألمانيا في أعقاب الحرب العالمية الأولى. 
عاد شيلنبرغ إلى ألمانيا للالتحاق بالجامعة، أولاً في جامعة ماربورغ، ثم في عام 1929 في جامعة بون. درس الطب في البداية، لكنه سرعان ما تحول إلى القانون. أثناء وجوده في كلية الحقوق، قام شيلينبرج ببعض أعمال التجسس لصالح الشرطة الأمنية.  وذكر أنه تم تجنيده بالفعل من قبل اثنين من وكلاء الشرطة الأمنية الذين كانوا أعضاء في هيئة التدريس في الكلية، الذين نصحوه أيضًا بالانضمام إلى الخدمة المدنية.  بعد تخرجه، انضم إلى شوتزشتافل في عام 1933.  من ما كتبه شيلينبرج لاحقًا، فضل «النوع الأفضل من الناس» شوتزشتافل على المنظمات النازية الأخرى.  أثناء تعليمه كمحام، لم يثق شيلينبرج بالمحامين الإداريين وكان مصممًا على ضمان أن الشرطة الأمنية تعمل خارج قيود القانون الطبيعي.  بالاشتراك مع مبدأ الزعيم، اعتقد أن توجيهات هتلر كانت خارج إطار النظام القانوني واعتقدت أنه من الأفضل تنفيذ أي شيء «دون شك» بأمر من الزعيم النازي. 

## عمليات الشرطة الامنية
عندما انتقل إلى فرانكفورت في عام 1934، استذكر لقاء SS- Oberführer، الذي شرح له مهمة الشرطة؛ ما كتبه في مذكراته:
كانت الشرطة الامنية الجهاز الرئيسي لخدمة المعلومات للحزب. كانت مهمتها إبلاغ كبار قادة الحزب بجميع حركات المعارضة والقوى في الداخل والخارج. غطت الإدارة، والحزب، والصناعة، والمسرح، والصحافة، والشرطة - في الواقع لم يكن هناك مجال لم يكن تحت العين الساهرة لشرطة الأمنية، ولا مكان حيث لم يبحث عن علامات المعارضة الأولى بين الحركات أو الأفراد «معادون» للدولة. 

### السيطرة على جميع العمليات الاستخباراتية
وبحسب ما ورد، كان شيلنبرغ وويلهلم كاناريس، رئيس أبفير، صديقين. كانوا يذهبون معا إلى جروينوالد المشجرة في برلين، حيث سيبحثون مستقبل ألمانيا النازية.  غالبًا ما كان هايدريش وفيرنر بيست حاضرين في هذه الجولات.  بصرف النظر عن صداقتهم المزعومة، كان كناريس حريصًا من شلينبرج، وهو رجل شملت طموحاته السيطرة على جميع المعلومات الاستخباراتية لرايخ.  على غرار هايدريش، تصوّر شيلنبرغ في نهاية المطاف «نظام أمن يشمل الجميع» و«جهاز المخابرات الألمانية الكبرى» المفرد تحت السيطرة النازية المباشرة (على عكس أبفير، الذي كان جزءًا من الفيرماخت).  ومع ذلك، هناك دلائل تشير إلى أن شيلينبرج فضل التعامل مع كناريس أبفير على الغيستابو، خاصة أنه لم يثق برئيسه هاينريش مولر.  ومع ذلك، بعد محاولة اغتيال هتلر في 20 يوليو 1944، تم حل أبفير وتم منح الأس دي صلاحيات إضافية على المخابرات في الرايخ.   تم القبض على كاناريس في 23 يوليو 1944 على أساس استجواب قدمته المخابرات العسكرية على يد جورج هانسن. 
نتيجة لذلك، تم دمج أجزاء من أبفير في RSHA Amt VI الأس دي-Ausland وبالتالي تم وضعها تحت قيادة شلينبرج.  افترضت هذه القوى أن شيلنبرغ هو «السيد المطلق» للمخابرات النازية".  كان سيئ السمعة.  ووفقًا لمذكرات ضابط مخابرات قوات الأمن الخاصة فيلهلم هويتل، كان شلينبرج متشبها جدًا برئيس الغيستابو مولر، الذي ادعى أن لديه أدلة ضد تسجيلات المراقبة الراديوية (يزعم أنها تشف عن خطط مولر للعمل مع السوفييت)؛ عندما أخبر رئيس مكتب الأمن الرئيسي للرايخ آنذاك إرنست كالتنبرونر بامتلاكه إثباتًا لهذه الغاية، تم تجاهله.  لم يعجب كالتنبرنر شيلينبرج، ربما بسبب وصوله المباشر إلى هيملر، واشتكى من ذلك على وجه الخصوص في عدد من المناسبات.  على الرغم من عداء كالتنبرونر تجاه شيلينبرج، إلا أن أخلاقه أبقته في نعمة مع هيملر". 

## روابط خارجية
- والتر شلينبرج على موقع مونزينجر (الألمانية)

### اقتباسات
1. ↑  Nuremberg Trials Project (بالإنجليزية), QID:Q78909371
2. ↑  Hamilton 1996.
3. ↑  Wistrich 1995.
4. 1 2  Kahn 1978.
5. 1 2 3 4  Höhne 2001.
6. ↑  Browder 1996.
7. 1 2  Weale 2012.
8. ↑  Schellenberg 1956.
9. 1 2  Doerries & Weinberg 2009.
10. 1 2 3  Höhne 1979.
11. ↑  Hassell, MacRae & Ameskamp 2006.
12. ↑  Höhne 1979، صفحة 371.
13. 1 2  Delarue 2008.
14. ↑  Infield 1981.
15. ↑  Waller 1996.
16. ↑  Hastings 2016.